# Брати Гільдебрандти
Ґреґ і Тім Гільдебрандти, відомі як брати Гільдебрандт (англ. Greg and Tim Hildebrandt; народилися 23 січня 1939 року) — американські брати-близнюки, які багато років творили разом як художники фентезі та наукової фантастики. Вони створювали ілюстрації до коміксів, кіноплакатів, дитячих книжок, плакатів, романів, календарів, рекламних оголошень, колекційних карток. Тім Гільдебрандт помер 11 червня 2006 року.

## Кар'єра
Ґреґ і Тім Гільдебрандти, народжені в Детройті, штат Мічиган почали професійно малювати в 1959 році як брати Гільдебрандти. Обидва брати мріяли працювати аніматорами для Walt Disney Animation Studios, і хоча вони так і не здійснили цю мрію. На їхню роботу сильно вплинув стиль ілюстрації художніх фільмів Діснея, таких як Білосніжка, Піноккіо та Фантазія. На них також вплинули художні твори коміксів і науково-фантастичних книг, зокрема роботи Нормана Роквелла та Максфілда Перріша.
Брати найбільш відомі своїми популярними ілюстраціями до календаря «Володар перснів», ілюструючи комікси для Marvel Comics і DC Comics, оригінальними картинами маслом для обмеженого видання «Меча Шаннари» Террі Брукса та їх ілюстрації Magic: The Gathering та Гаррі Поттер для Wizards of the Coast.
У 1977 році до братів звернулася компанія 20th Century Fox з проханням виготовити плакат для британського випуску «Зоряних війн». Рекламний постер уже був виготовлений у США художником Томом Юнґом, але керівництво Fox вважало цей постер «занадто темним». Брати Гільдебрандти заслужили собі репутацію, працюючи над календарем «Володар перснів» і концептуальним плакатом для «Молодого Франкенштейна», тому і Фокс доручив їм переробити зображення. Близнюки повинні були творити в дуже стислі терміни, і працювали разом позмінно, щоб виготовити готовий продукт за 36 годин. Їхня версія плаката, яка називається "Стиль «B», була розповсюджена для використання на рекламних щитах британського кіно для британського випуску, і стала, можливо, їхньою найвідомішою роботою. Використовуючи той самий макет, що й плакат стилю «А» Юнґа, на ньому зображено персонажа Люка Скайвокера, що стоїть у героїчній позі, розмахуючи сяючим світловим мечем над головою, з принцесою Леєю, що стоїть під ним, і великим, примарним зображенням Дарта Вейдера у вигляді шолому за ними. Центральні фігури оточені меншими зображеннями інших персонажів та монтажем зіркових винищувачів у бою серед моря зірок. І Юнґ, і Гільдебрандти працювали над своїми плакатами без посилання на фотографії фактичного акторського складу, і Fox і Lucasfilm пізніше вирішили, що вони хочуть рекламувати новий фільм із менш стилізованим і більш реалістичним зображенням головних героїв. Продюсер Гарі Курц доручив художнику постерів до фільму Тому Чантрелу намалювати нову версію з кадрів фільму та рекламних фотографій. «Зоряні війни» вийшли на екрани британських кінотеатрів 27 грудня 1977 року. Плакат Гільдебрандтів продовжував використовуватися до кінця січня 1978 року, коли його замінив плакат Шантрелла в стилі «C».
Попри сильні асоціації з творчістю Дж. Р. Р. Толкіна, братам не дали ролі в анімаційній версії «Володаря перснів» Ральфа Бакши (1978), що стало для них джерелом розчарування. У 1981 році Гільдебрандтам замовили ще один плакат для грецького міфологічного героїчного фантастичного фільму «Битва титанів». Разом брати розробили концепцію фантастичного фільму «Уршурак»; хоча ці ідеї так і не пішли у виробництво. Щоб опублікувати «Уршурак» у формі ілюстрованого фентезійного роману в 1979 році, Гільдебрандти співпрацювали з автором Джеррі Ніколсом.
Відсутність успіху з Уршураком, можливо, сприяла їхньому рішенню працювати незалежно один від одного, і в 1981 році брати почали робити різні кар'єри. Ґреґ намалював обкладинки для журналів Omni та Heavy Metal, а також проілюстрував низку книжок, зокрема «Трилогію Мерліна» Мері Стюарт, «Чарівник країни Оз», «Аладдін», «Робін Гуд», «Дракула» та «Привид опери». Тім також створив обкладинки для таких книг, як «Час перенесення» і «Потойбічний», а також для журналу Емейзін сторіз, а також ілюстровані календарі на тему фентезі, такі як Dungeons & Dragons. Через 12 років брати возз'єдналися, щоб співпрацювати з Marvel Comics, Стеном Лі і численними книжковими проєктами.
Ґреґ Гільдебрандт-молодший зробив значний внесок у створення книги під назвою «Ґреґ і Тім Гільдебрандт: Роки Толкієна», яка дає огляд творів жанру Толкієна, створених Ґреґом і Тімом у 1970-х роках.

### Сольна робота Ґреґа та сім'я
Індивідуально Ґреґ брав участь в оформленні альбомів і концертного мерчендайзу Trans-Siberian Orchestra. Він також зробив обкладинку для альбому Black Sabbath Mob Rules. У 1999 році він почав створювати пінап-арт American Beauties. У 2019 році було оголошено, що Ґреґ надасть обкладинку для нової серії коміксів «Зоряний шлях» «Зоряний шлях: Рік п'ятий» від IDW Publishing. Це був перший раз, коли Ґреґ працював над франшизою «Зоряний шлях».
Протягом 1980-х і 1990-х років Ґреґ проілюстрував низку класичних книг. Вони варіюються від Улюблених казок Ґреґа Гільдебрандта, Аліси в країні чудес, Сюрпризу Пітера Коттонтейла, Пітера Пена і Робін Гуда до Дракули, По: Оповідання та вірші та Привида опери. Протягом цього часу Ґреґ також ілюстрував святкові книги «Різдвяна скарбниця» та «Скарби Хануки».
У квітні 2022 року Ґреґ був одним із понад трьох десятків творців коміксів, які зробили внесок у благодійну антологію «Комікси для України: Насіння соняшника», проект Operation USA, очолюваний редактором Скоттом Данбіром, чиї прибутки будуть передані на надання допомоги українським біженцям у результаті російського вторгнення в Україну в лютому 2022 року. Ґреґ, який приєднався до проєкту на другому тижні, пояснив причини свого внеску так: «Ні Джин, ні я не сподівалися прожити достатньо довго, щоб побачити, як Росія нападе на будь-яку країну просто через жадібність. Жорстокість, свідками якої ми стали останніми тижнями, є за межі всього, що ми можемо осягнути. Наші серця розриваються за народ України. Втрата життів приголомшлива. Жахливо-злісне божевілля війни Путіна дорівнює спробі турків знищити вірмен у Першій світовій війні та спробі Гітлера знищити євреїв у Другій світовій війні. Будь-який проєкт, якому я можу позичити своє мистецтво, який завадить Путіну, є проєктом, до якого я приєднаюся всім серцем, душею та розумом».
У 1963 році Ґреґ одружився зі своєю першою дружиною Діаною Ф. Станковскі. Діана допомагала в його мистецьких проєктах і була моделлю принцеси Леї на постері фільму «Зоряні війни». У них було дві дочки і син. У 1991 році Ґреґ почав жити з давньою колегою Джоан Скрокко. Пара одружилася в 2009 році.

### Сольна робота Тіма та сім'я
Тім Гільдебрандт проілюстрував дитячі книжки, два календарі Dungeons & Dragons і постер до фільму The Secret of NIMH; його мистецтво також використовувалося в рекламі AT&T і Levi's.
Тім був асоційованим продюсером науково-фантастичного фільму жахів Смертельне відродження, знятого у вікторіанському будинку Тіма та Ріти в Гладстоні.
Тім одружився з Рітою Мюррей, яка продовжила проєктувати та створювати костюми для творів «Володар перснів». Вони мають сина. Тім Гільдебрандт помер 11 червня 2006 року у віці 67 років від ускладнень діабету.

## Нагороди
1992 року Тім отримав Всесвітню премію фентезі як найкращий художник. У 1995 році обидва брати були нагороджені нагородою Inkpot Award. У 2010 році Ґреґ Гільдебрандт отримав премію Чеслі за життєві досягнення в мистецтві від Асоціації художників наукової фантастики та фентезі. Разом брати були нагороджені Золотою медаллю Товариства ілюстраторів.